# Merantau
Pour plus de détails, voir Fiche technique et Distribution.
Merantau est un film d'action indonésien réalisé par Gareth Evans, sorti en 2009.
Il met en lumière un art martial indonésien, le pencak-silat.

## Synopsis
Dans un village indonésien vit un jeune combattant, Yuda, rompu à l'art martial du Silat. Pour compléter sa formation, il doit accomplir son « Merantau », un rite de passage à l'âge de guerrier adulte. Il est par conséquent envoyé à la fourmillante capitale du pays, Jakarta, où il devra se faire un nom. Sans domicile fixe et sans travail, Yuda découvre l'âpreté de la vie urbaine. Rapidement, un concours de circonstances l'amène à venir en aide à une jeune femme, Astri, sur le point d'être enlevée par un réseau de prostitution étranger. Maintenant recherchés par les chefs du réseau et leurs hommes, Yuda, Astri, et son petit frère Adit, vont devoir survivre la peur au ventre dans la frénésie et la moiteur de Jakarta. Ainsi débute le Merantau de Yuda...

## Fiche technique
- Titre : Merantau
- Réalisation : Gareth Evans
- Scénario : Gareth Evans
- Musique : Fajar Yuskemal et Aria Prayogi
- Distribution : SinemArt
- Pays d'origine : Indonésie
- Langue : indonésien
- Durée : 1h42
- Dates de sortie : 6 août 2009 (Indonésie)

## Distribution
- Iko Uwais : Yuda
- Jessica Sisca : Astri
- Christine Hakim : Wulan
- Koudal Mads : Ratger
- Yusuf Aulia : Adit
- Alex Abbad : Johni
- Yayan Ruhian : Eric
- Laurent Buson : Luc
- Donny Alamsyah : Yayan
- Ratna Galih : Ayi